# Martin Bell
Pour les articles homonymes, voir Bell.
Martin Neil Bell, né le 8 décembre 1964 à RAF Akrotiri, base militaire sur l'île de Chypre, est un skieur alpin britannique. Sa discipline de prédilection est la descente.

## Biographie
Frère de Graham Bell, aussi skieur de haut niveau, il prend part à quatre éditions des Jeux olympiques entre 1984 et 1994, se classant notamment huitième de la descente en 1988 à Calgary, soit le meilleur résultat olympique de l'histoire du Royaume-Uni en ski alpin.
Bell obtient la 29e place aux Championnats du monde 1993 à Moriaka sur la descente.
Dans la Coupe du monde, il obtient signe son premier résultat en 1983, neuvième du combiné de Sankt Anton, puis son meilleur résultat en février 1986 à la descente à Åre, lors d'une saison où il enregistre deux autres top dix dans cette spécialité. Il court jusqu'en 1995.

## Palmarès

### Jeux olympiques
| Épreuve / Édition | Sarajevo 1984 | Calgary 1988 | Albertville 1992 | Lillehammer 1994 |
| Descente          | 18e           | 8e           | 29e              | 28e              |
| Super G           |               | 34e          | 50e              |                  |
| Slalom géant      | 32e           | 41e          |                  |                  |
| Combiné           |               | 26e          | 25e              |                  |

### Championnats du monde
| Épreuve / Édition     | Descente |
| Mondiaux 1993 Morioka | 29e      |

### Coupe du monde
- Meilleur classement général : 39e en 1986.
- Meilleur classement en descente : 16e en 1986.
- Meilleur classement en super G : 26e en 1988.
- Meilleur classement en combiné : 26e en 1983.
- Meilleur résultat : 5e.
- 6 top dix.